# 水源大樓
臺北市公有水源市場，簡稱水源市場，位於台灣台北市中正區的水源大樓，1980年落成，2010年重新整修，為公館一帶的指標建築。

## 沿革
水源大樓位於台北市中正區羅斯福路四段，因早期位於水道町（又稱水源地）而得名；現今位於捷運公館站1號出口旁。原水源大樓因建築老舊，冷氣、招牌、管線外露，台北市政府進行整修，並邀請以色列藝術家Yaacov Agam於正面外牆製作大型公共藝術作品《水源之心》，於2010年5月9日落成，成為公館地區的新地標。

## 樓層配置

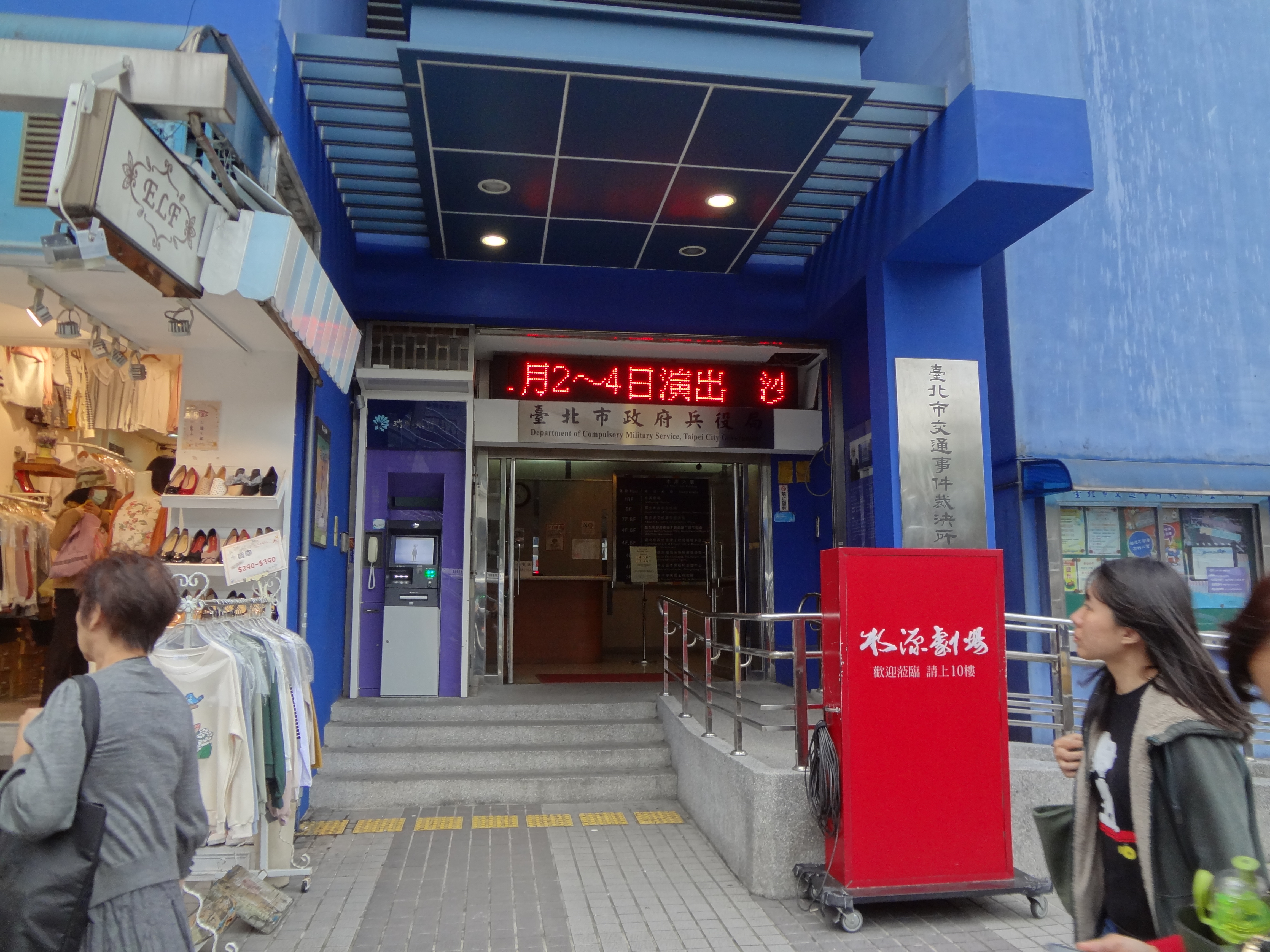
水源大樓大門

| 水源大樓 | 水源大樓                             |
| 樓層     | 樓層配置                             |
| -------- | ------------------------------------ |
| 10樓     | 臺北市政府文化局水源劇場             |
| 9樓      | 臺北市政府兵役局                     |
| 8樓      | 台北市交通事件裁決所                 |
| 7樓      | 台北市交通事件裁決所                 |
| 6樓      | 台北市政府捷運工程局第二區工程處     |
| 5樓      | 台北市政府捷運工程局機電系統工程處   |
| 4樓      | 台北市政府捷運工程局機電系統工程處   |
| 4樓      | 台北市政府捷運工程局第二區工程處     |
| 4樓      | 台北市政府環境保護局溝渠清理第一隊   |
| 4樓      | 台北市政府警察局交通大隊直屬第一分隊 |
| 4樓      | 台北市中正區水源區民活動中心         |
| 3樓      | 台北自來水事業處工程總隊             |
| 2樓      | 水源市場                             |
| 1樓      | 水源市場                             |

## 外部連結
- 臺北市交通事件裁決所 （页面存档备份，存于）（中文）（英文）
- 臺北自來水事業處工程總隊 （页面存档备份，存于）（中文）
- 水源劇場 （页面存档备份，存于）（中文）
- 臺北市政府文化局 -水源劇場介紹 （页面存档备份，存于）
- 水源劇場的Facebook專頁